# Ramiro de León
Ramiro de León (s. V – 13 de marzo de 554) fue un monje benedictino, que sufrió el martirio junto al abad de su congregación, Vicente de León, y 12 compañeros más. Es venerado como santo por la Iglesia Católica.

## Hagiografía
El 11 de marzo de 554, los suevos arrianos martirizaron al abad del Monasterio de San Claudio, Vicente de León. La tradición dice que su espíritu se apareció con un grupo de ángeles al resto de frailes mientras rezaban y les dijo que si querían perecer por la fe podían hacerlo, pero que si se consideraban débiles para el martirio podían huir y esconderse en la sierra.
Dos días después, también murieron el prior del monasterio, Ramiro, y doce monjes que permanecieron allí, mientras el resto de la comunidad huyó.
Sus cuerpos fueron enterrados en el monasterio, pero con el tiempo se perdieron, a excepción de los de Vicente y Ramiro. Los restos de Vicente fueron trasladados a la Catedral de Oviedo.

## Onomástico y Culto público
Ramiro es venerado junto a sus compañeros mártires, el 13 de marzo. Si bien la diócesis de León, en su calendario diocesano oficial, los celebra el 11 de septiembre, siguiendo la fecha de martirio señalada por otras fuentes documentales.
Su culto se remonta a muchos siglos atrás. En el siglo XVI, el abad del monasterio, Alonso Corral, dijo haber sanado de dos enfermedades por intercesión de san Ramiro y, en cumplimiento de una promesa realizada, los restos de Ramiro fueron situados el 26 de abril de 1596 en un arca de plata, que se colocó en una capilla dedicada a este santo en la iglesia del monasterio. En la actualidad están en la Iglesia de San Marcelo, en una arqueta de plata realizada por el orfebre Fernando de Argüello en 1604.